# SD Huesca
Sociedad Deportiva Huesca este un club de fotbal din Huesca, Spania, care evoluează în Primera División. Fondată în 1960, joacă meciurile de acasă pe stadionul Estadio El Alcoraz cu o capacitate de 5.500 de locuri.

## Antrenori
| - José Luis García Traid (1969–70) - Luis Costa (1977–78), (1982) - Manolo Villanova (1991–92) - Juanjo Díaz (1995–96) - Manuel García Calderón (1996–97) - Ismael Díaz (2002) - Fabri (2004) - Juan Antonio Anquela (2005) - Miguel Ángel Sola (2005–06) - Manolo Villanova (2006–08) - Enrique Llena (2007–08) - Onésimo Sánchez (2008) - Antonio Calderón (2008–10) | - Onésimo Sánchez (2010–11) - Ángel Royo (2011) - Quique Hernández (2011–12) - Fabri (2012) - Ángel Royo (interimar) (2012) - Antonio Calderón (2012–13) - Jorge D'Alessandro (2013) - Pablo Alfaro (2013) - David Amaral (2013–14) - Luis Tevenet (2014–15) - Juan Antonio Anquela (2015–2017) - Rubi (2017–2018) - Leo Franco (2018–) |

## Legături externe
- Official website es
- Futbolme team profile es
- BDFutbol team profile